# Марсельское убийство
Марсельское убийство (также Марсельский регицид, заговор (операция) «Тевтонский меч») — политическое убийство, осуществлённое 9 октября 1934 года в Марселе болгарским террористом Владо Черноземским. Главными жертвами убийства стали король Югославии Александр I Карагеоргиевич и министр иностранных дел Франции Луи Барту. Кроме того, Черноземский смертельно ранил ещё четырёх человек.
Инцидент стал одним из самых громких убийств XX века. Согласно основной и наиболее распространённой версии, инициатором покушения стала болгарская националистическая организация ВМРО, поддерживаемая властями гитлеровской Германии и её странами-союзницами, а также хорватскими усташами.

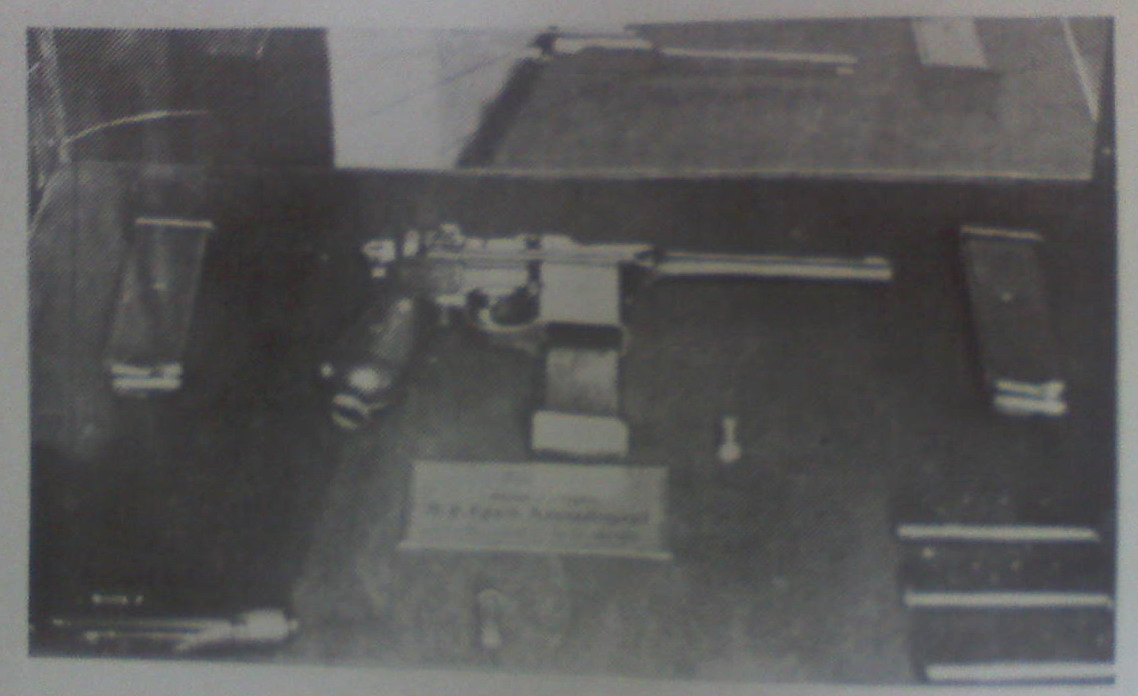
Пистолет «Маузер» в музее

## Предпосылки

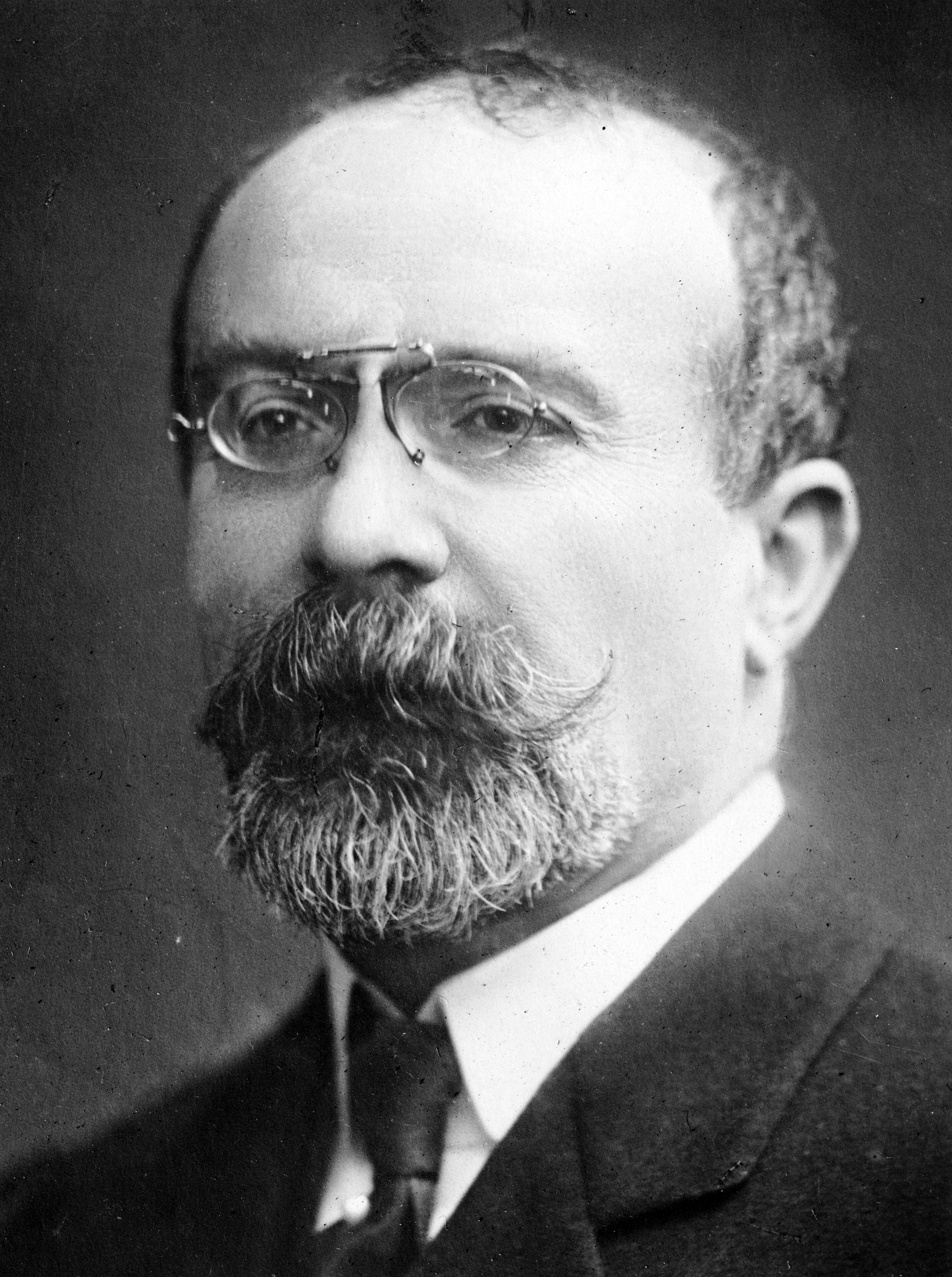
Луи Барту

9 февраля 1934 года МИД Франции возглавил опытный политик, бывший премьер министр, Луи Барту. Внешнеполитическая деятельность нового министра иностранных дел сразу привлекла всеобщее внимание. Лидеры стран Малой Антанты, опекаемой Францией, несмотря на нерешительность Югославии, разделили позицию Барту в отношении необходимости создания системы коллективной безопасности в Европе. По его же инициативе Франция предпринимала шаги к сближению с соседней Италией.
Как полагают некоторые[какие?] историки, идеи, продвигаемые Барту, противоречили планам пришедших к власти в Германии нацистов: реализация проекта возрождения Средиземноморской Антанты, поддерживаемая министром иностранных дел Франции, могла создать серьёзные препятствия для осуществления их замыслов.
Одной из важнейших преград на пути к франко-итальянскому союзу являлась напряжённость в отношениях между Италией и Югославией: между этими государствами существовал ряд противоречий, как территориальных, так и идеологических. В частности, итальянское фашистское руководство имело связи с хорватским националистическим движением усташей и оказывало усташам поддержку, наряду с Венгрией и Германией.

## Предшествующие события

### Обеспечение безопасности

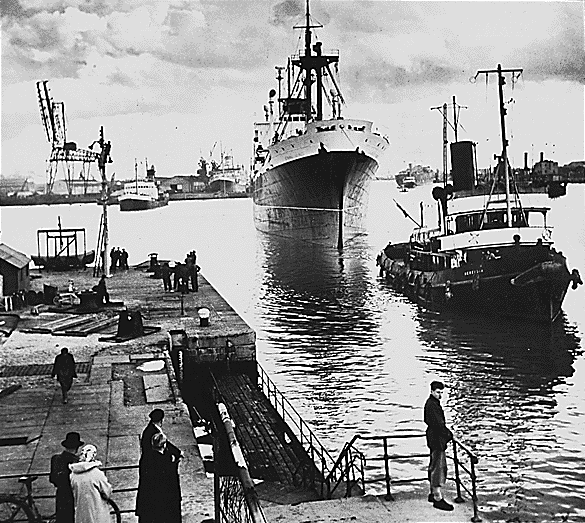
Вид на Марсельский порт 1930-х годов

Предстоящий визит югославского короля Александра I в Марсель широко обсуждался в европейской прессе. Ещё до его начала во Франции появились слухи о возможности покушения на монарха. Один из сотрудников ведомства Барту сказал министру, что «предпочёл бы, чтобы король поехал куда угодно, только не в Марсель». По этой причине король прибыл в Марсель морем, поскольку такой путь сочли более безопасным, чем поездка на поезде в Париж через территорию Венгрии, Австрии и Швейцарии, однако королева Мария ехала следом за мужем именно этим маршрутом. За несколько часов до прибытия Александра в город, когда тот уже находился на борту эсминца «Дубровник», парижские СМИ сообщили о планируемом убийстве короля со стороны хорватских террористов.
Утром 9 октября 1934 года в Марсель заблаговременно прибыл югославский министр двора, генерал Дмитриевич. Он был неприятно удивлён охранными мерами, принятыми местными полицейскими. Они сводились к следующему: по обеим сторонам улиц, по которым предстояло следовать кортежу, были расставлены сотрудники полиции с интервалом в 10 шагов друг от друга. Кроме того, они стояли спиной к тротуару, почти не имея возможности наблюдать за столпившимися на нём людьми. Предложение со стороны британского Скотланд-Ярда взять на себя обеспечение безопасности короля было отклонено французскими властями, а югославской охране Александра вообще предписывалось оставаться на борту эсминца по его прибытии в марсельский порт. Однако, несмотря на это, марсельский префект Совер заверил Дмитриевича в том, что всё будет в порядке, ссылаясь в том числе на скоротечность визита — вся программа пребывания короля в городе занимала 3 часа.

### Маршрут автомобиля
То, что местом визита Александра I стал Марсель, во многом объяснялось связью этого города с Югославией и Сербией в частности. Когда началась Первая мировая война, именно в марсельском порту состоялась погрузка французских солдат на военные суда, отправлявшиеся на помощь Сербии. По этому поводу в Марселе был возведён памятник французским солдатам и офицерам, погибшим на Салоникском фронте и на Балканах. К подножию этого монумента король Югославии, сопровождаемый Луи Барту и генералом Альфонсом Жоржем (в Первую мировую войну — начальником штаба Салоникского фронта), должен был возложить венок, тем самым подчеркнув тесную связь между Югославией и Францией, их совместный вклад в победу над Центральными державами.
Маршрут Александра I по выезде из Старой гавани представлял собой извилистый большой круг по Марселю по набережной до памятника, расположенного на мысу Пуант Кадьер, и далее обратно в центр города, занимал около 10 км и лежал по одной из центральных улиц Марселя — Ла Канебьер — к площади Биржи. На ней находилось здание местного муниципалитета, где должны были пройти легкий обед и первые переговоры югославского короля и Барту, на которые последний возлагал большие надежды, после чего король и Барту должны были отбыть на поезде в Париж вместе с сопровождающими их репортёрами.

## Прибытие короля

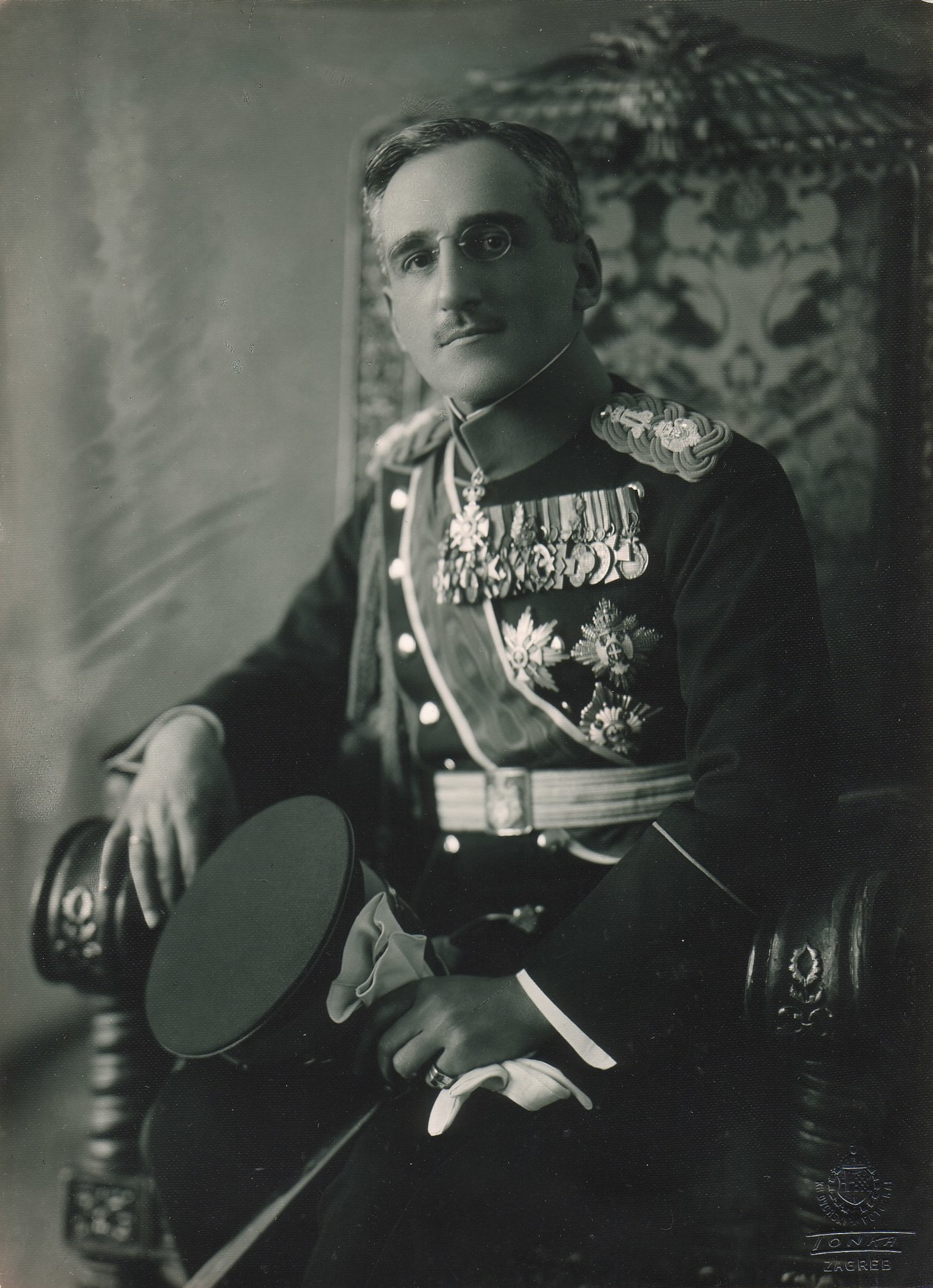
Александр I Карагеоргиевич

9 октября, во вторник, приблизительно в 14:00 «Дубровник», встреченный эскортом французских миноносцев и приветствуемый артиллерийским салютом, вошёл в марсельскую гавань. Александр I, облачённый в адмиральский мундир, сошёл на берег Старой гавани. Здесь его, как и предполагалось, встречали Барту, военно-морской министр Франсуа Пьетри, генерал Жорж и ещё ряд чиновников военного и дипломатического ведомств. В ходе торжественной церемонии Жорж и король выступили с речами, после чего направились к ожидавшему их автомобилю.
При виде транспортного средства, в котором предстояло ехать королю, присутствовавший на церемонии Дмитриевич всерьёз обеспокоился. Поданный автомобиль представлял собой небронированный ландо «Деляж-ДМ» чёрного цвета с большими окнами и широкими подножками во всю длину кабины, от переднего до заднего крыла, и откидным верхом в задней части кабины, где должен был разместиться Александр. Автомобиль был арендован в последний момент перед приездом короля в обычном гараже. Этот выбор, как ни странно, поддержал Барту, считая, что открытая машина позволит публике и репортёрам лучше увидеть гостя. Однако, вопреки правилам безопасности использования ландо, оконные стёкла были опущены как со стороны министра, так и со стороны короля (это видно на крупном плане, снятом оператором Жоржем Межа, работавшем на «Фокс Мувитон»). В случае попытки покушения на пассажиров автомобиля это не просто не давало им никакой защиты, но, напротив, создавало все условия для предполагаемого убийцы.
В поездке, по словам очевидцев, король заметно нервничал (это также заметно на крупном плане, снятом Межа, и фотографиях, снятых с правого борта машины), тревожно наблюдая за столпившимися на тротуарах улицы Ла Канебьер людьми. Похожие чувства испытывал Барту, заметивший то, что вместо запланированного эскорта мотоциклистов или двенадцати полицейских велосипедистов лимузин сопровождали только два конных охранника — полковник Пиоле и майор Вигуру — гарцевавших на некотором расстоянии от него, при этом впереди автомобиля двигался взвод кавалеристов, а солдаты пехоты, встречавшие короля в порту, остались на набережной, когда кортеж поехал к бирже. Водитель автомобиля, Фуассак, вёл его с минимальной скоростью — 4 км/ч, хотя положенная в данном случае скорость должна была составлять не менее 20 км/ч.

## Убийство
К 16 часам 20 минутам кортеж уже достиг площади Биржи, как вдруг из толпы навстречу автомобилю, где находились Барту и Александр, выбежал человек. Один из конных охранников, ехавший справа со стороны короля — полковник Пиоле — попытался повернуть лошадь, чтобы перерезать ему путь, но та встала на дыбы. Неизвестный пробежал мимо лошади, запрыгнул на подножку автомобиля и, достав пистолет, сделал первые два выстрела. Обе пули поразили грудь короля. Обливаясь кровью, Александр сполз вниз по автомобильному сиденью. Третья пуля попала в руку Барту. Шофёр Фуассак, испугавшись выстрелов, остановил лимузин и вылез на переднее пассажирское сидение, начав тянуть изо всех сил убийцу прочь от пассажирских мест, разворачивая к Пиоле. Сопротивление убийце попытался оказать генерал Жорж, сидевший перед югославским королём, но преступник четырежды выстрелил в него, и Жорж тоже упал на дно автомобиля. Последняя пуля преступника ранила полицейского Гали, бросившегося к машине с правого борта со стороны мостовой.
На все эти события ушло буквально несколько секунд (ни один из двух ближайших к машине кинооператоров не засняли убийцу в момент его приближения к машине и непосредственно стрельбы, опоздав на 30 секунд), после чего Пиоле, всё-таки сумевший развернуть лошадь, настиг стрелявшего и дважды ударил его саблей по голове. Преступник, весь в крови, упал на мостовую и был ещё дважды ранен полицейскими. Жертвами полицейских, открывших беспорядочную стрельбу, стали и люди в толпе: два человека были убиты, ещё десять получили ранения. Неконтролируемая толпа двинулась к месту событий, буквально затоптав тяжело раненого убийцу. Полицейские с трудом оттащили его к киоску напротив биржи.
Поднявшееся волнение и сумятица после выстрелов позволили Жоржу Межа совершенно свободно подойти к автомобилю и снять умирающего крупным планом — его не остановили ни полиция, ни прибежавший и влезший в машину министр иностранных дел Боголюб Евтич (бывший по образованию врачом), ни камергер короля Павлич (касающийся его головы в кадре).

## Судьба фигурантов

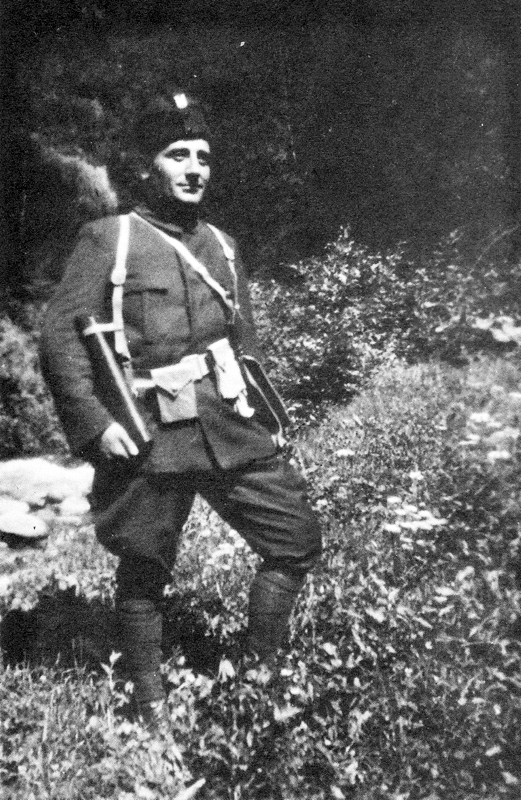
Владо Черноземский

После покушения Александр I, потерявший сознание ещё в автомобиле, был незамедлительно перенесён в префектуру, украшенную гирляндами, а также французским и югославским флагами. Через несколько минут флаги были приспущены — король умер, не приходя в сознание. На следующий день в присутствии вдовы и приехавшего из Парижа президента Лебрена гроб с его телом погрузили на том же месте в Старой гавани на «Дубровник» и отправили в Югославию.
Та же участь ждала и Барту, хотя он самостоятельно вышел из автомобиля ещё в момент задержания убийцы. Роковой для пожилого министра стала повязка, сделанная кем-то, чтобы остановить кровотечение. По неаккуратности наложенная ниже раны, она не остановила кровотечение, а усилила его. Санитарная машина, прибывшая на место преступления, забрала как его, так и лежавшего на земле террориста, и доставила в ближайшую больницу. От потери крови Барту потерял сознание. После несложной операции, сделанной врачами, он умер, что было обусловлено чрезмерной потерей крови. Баллистическая экспертиза пули, ранившей министра, была проведена ещё в 1935 году, но её результаты были обнародованы только в 1974 году. Выяснилось, что ранение было нанесено не 7,62-миллиметровой пулей маузера 1895 года Владо Черноземского, а 8-милимметровой пулей револьвера модели 1892 года, которым была вооружена французская полиция.
Генерала Жоржа, получившего четыре пулевых ранения, вывели из машины и доставили в военный госпиталь. Он выжил, но сумел полностью восстановить силы лишь спустя пять месяцев после инцидента.
Преступник, доставленный в больницу, находился в крайне тяжёлом состоянии. При нём обнаружили чехословацкий паспорт на имя Петра Келемена, пистолеты Маузер (с пустым магазином) и Вальтер, а также бомбу (по другим данным, две ручных гранаты). На руке убийцы была татуировка в виде знака ВМРО — болгарской освободительной организации. Не приходя в сознание, он умер в районе 8 часов вечера того же дня.
Личность стрелявшего вскоре была установлена. Величко Георгиев (таково было настоящее имя убийцы) был одним из наиболее профессиональных террористов ВМРО. До настоящего момента его истинное имя было известно только его непосредственным начальникам и полиции. Другие знали преступника, главным образом, как Владо Черноземского, или «Владо-шофёра» (эта кличка была обусловлена его профессией). Георгиев не употреблял спиртного, не курил. Он был готов пойти на любое дело, по воспоминаниям современников, будучи человеком хладнокровным и безжалостным, обладавшим внушительной боевой подготовкой, о качестве которой свидетельствует результат, что за 30-40 секунд смог сделать десять выстрелов.

## Последствия
Марсельское убийство произвело фурор в Европе и имело резонанс во всем мире во многом благодаря его фиксации на киноплёнку — возможно, вообще впервые в истории кинематографа, хотя французские власти постарались отобрать все плёнки для цензуры, а в Югославии снятые Межа кадры были вовсе запрещены к показу, эффект съёмок получился губительным. Альбер Сарро, занимавший пост министра внутренних дел, был снят с должности (став премьер-министром в 1936 году, он ввёл цензуру на кинохронику и лично просматривал все отснятые материалы перед их отправкой в кинотеатры). Резко обострились отношения Югославии с Италией и Венгрией, Франции — с Италией, а также, в свете обнародования информации о ничтожности мер предосторожности, соблюдённых во время королевского визита, охладилось стремление Югославии к сближению с Францией. Смерть Барту, активно выступавшего не только за возрождение Средиземноморской Антанты, но и за создание «Восточного пакта» с участием СССР, поставила крест на вынашиваемых им задумках и лишило Францию проводника политики «коллективной безопасности».
Югославские газеты развернули кампанию против Венгрии и Италии, обвинив руководства этих стран в организации убийства и помощи усташескому движению. В Югославии тот факт, что убийцами короля стали именно усташи, изначально был воспринят как аксиома, не нуждавшаяся в доказательствах. Французская пресса, как и правительство, придерживались иной точки зрения, считая, что инцидент — не повод для охлаждения отношений между Францией и Югославией. В итальянских газетах марсельские события комментировались довольно сдержанно.
Сразу после происшествия в Марселе специальные уполномоченные французского и югославского полицейских ведомств были отправлены в Италию, Венгрию, Австрию, Германию и Швейцарию с целью проследить на месте и собрать информацию о деятельности усташей и о подготовке ими покушения на Александра I.

## Причастность усташей

### Зарождение усташества
Организация усташей в Югославии возникла после государственного переворота 6 января 1929 года. Чтобы вывести страну из политического кризиса, Александр I упразднил конституцию страны, распустил парламент и запретил все политические партии. Вся власть перешла в руки монарха.
Политическим идеалом Александра был абсолютизм, а именно — русский царизм, господствовавший в Российской империи до 1905 года. Король придерживался авторитарных взглядов, испытывал неприязнь к парламентаризму и независимости во взглядах своих подчинённых. Сразу после переворота государство, на тот момент называвшееся Королевством Сербов, Хорватов и Словенцев (КСХС), было переименовано в Югославию.

«Повстанческая хорватская революционная организация» имела конечную цель в виде отделения Хорватии от Югославии и образования «Независимого хорватского государства». Её члены называли себя усташами (хорв. Ustaše — повстанцы). Во главе организации стоял Анте Павелич, «вождь повстанцев», присвоивший себе неограниченные права в рамках объединения. Понимая бесполезность действий организации внутри Югославии, вскоре после её учреждения он выехал за границу.

Ванче Михайлов

### Сближение с ВМРО и Италией
В апреле 1929 года Павелич и его близкий соратник Август Перчец прибыли в Софию, столицу Болгарского царства, куда их пригласил Ванче Михайлов, лидер националистической македонской организации ВМРО, которая уже давно занималась антиюгославской террористической деятельностью. В ходе переговоров между Михайловым и Павеличем было решено, что ВМРО окажет содействие усташам, а также поможет установить связи с итальянской разведкой.
Из Софии Павелич отправился в Рим. Фашистское руководство Италии оказало ему поддержку, в том числе финансовую. Лидер усташей был принят Муссолини и произвел хорошее впечатление на дуче, который поручил патронаж над деятельностью усташеской организации Эрколи Конти, главе итальянской разведки. Сама организация была расширена на территории Италии. Успешная деятельность усташей была более чем выгодна для итальянских властей, поскольку их задачи относительно развала Югославии полностью совпадали.

### Подготовка к покушению
24 сентября 1934 года в венгерский город Надьканижа, в дом № 23 по ул. Миклоша Хорти, в котором жили усташи, прибыл один из лидеров организации — Мийо Бзик. Он привёз распоряжение от Павелича, согласно которому требовалось выделить троих человек для выполнения важной задачи. Брошенный жребий пал на М. Краля, И. Райича и З. Поспишила. 28 сентября они, Георгиев, а также Е. Кватерник, возглавлявший группу, собрались вместе в Цюрихе и выехали в Лозанну. На следующий вечер они на пароходе пересекли Женевское озеро и высадились на французском берегу.
Чтобы не вызывать подозрений в дальнейшем, Кватерник разделил группу надвое. Поручив Райичу и Георгиеву выйти в Эвиане, сам он с остальными сошёл на берег в Топоне. На разных станциях они сели в один и тот же поезд, в 8 часов вечера отправлявшийся в Париж. В пути лидер группы выдал усташам новые, чехословацкие паспорта взамен старых, которые он изъял. По новым документам Краль стал Гуссеком, Поспишил — Новаком, Райич — Бенешем, а Георгиев — Суком.
По приезде в столицу Франции Кватерник стал действовать, кроме всего прочего, как связной между усташами и ещё одним лицом, действовавшим в качестве руководителя всей операции. Впоследствии ни французские, ни югославские правоохранительные органы не сумели раскрыть его настоящее имя и место, откуда он прибыл в Париж. Имя этого заговорщика остаётся загадкой и по сей день. Известно лишь то, что в гостинице он предъявил чехословацкий паспорт на имя Яна Вудрачека, а усташам был известен как Пётр.
8 октября Кватерник, Георгиев и Краль, а также Пётр отправились в Марсель с целью досконально изучить маршрут, по которому на следующий день должен был проследовать кортеж Александра I. Здесь ими было установлено точное место покушения и окончательно составлен план действий, согласно которому Георгиев должен был непосредственно убить короля из револьвера, а Краль — бросить в толпу несколько бомб, чтобы вызвать панику и дать второму заговорщику возможность скрыться. В тот же вечер Кватерник, давший последние указания своим подопечным, отбыл обратно в Швейцарию.
9 октября Георгиев и Краль выехали в Марсель, имея при себе два пистолета с нужным количеством патронов и по одной бомбе.

### Суд над усташами
После убийства в Марселе во Франции была устроена тщательная проверка иностранцев, а в особенности — представителей восточноевропейских национальностей. В 2 часа 30 минут ночи с 10 на 11 октября в гостиничном номере были арестованы Поспишил и Райич. 15 октября в руки полиции добровольно сдался Краль. Полтора года они содержались в заключении, после чего, 12 февраля 1936 года, суд в Экс-ан-Провансе приговорил их к пожизненным каторжным работам и возмещению судебных издержек. Однако затем, после недолгого совещания, каторга была заменена на смертную казнь.

## Версия о возможной причастности Германии

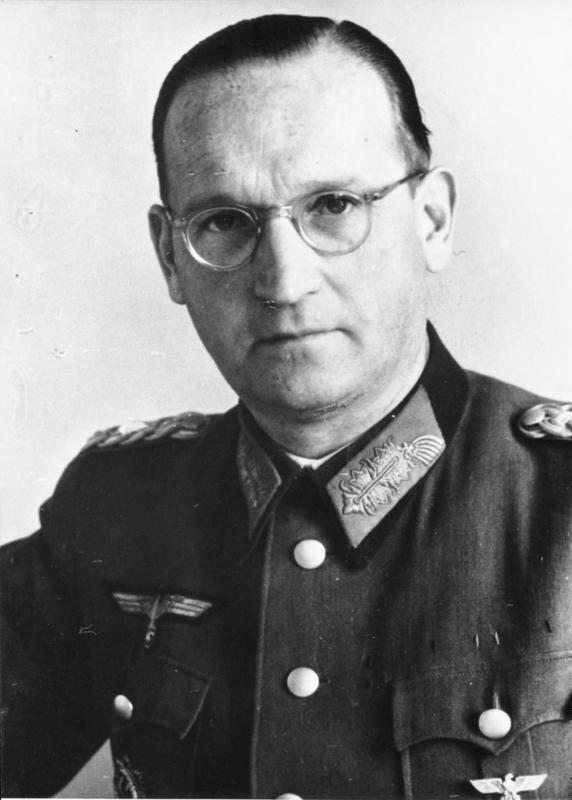
Ханс Шпайдель

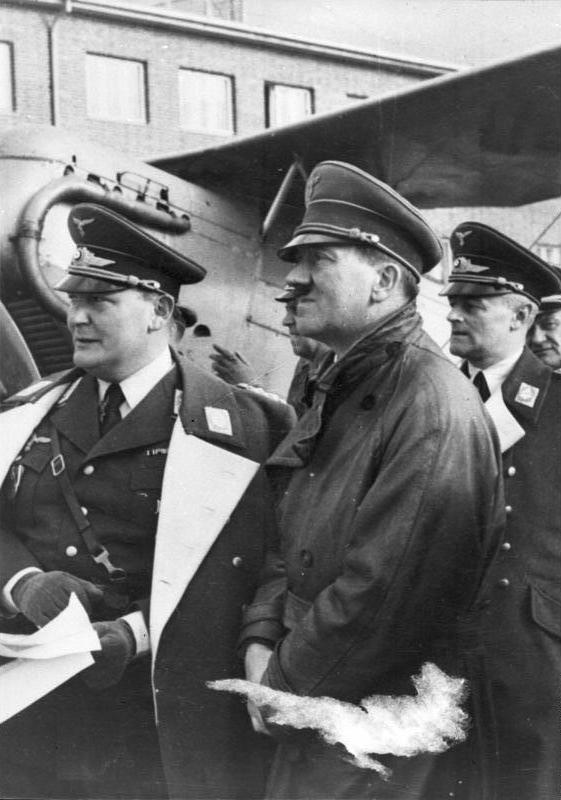
Геринг и Гитлер в 1935 году

23 мая 1957 года газета ГДР Neues Deutschland опубликовала статью, выдвинув свою версию покушения на Александра I. В статье указывалось на то, что помощник немецкого военного атташе в Париже, Ханса Шпайделя, организовал убийства, были опубликованы два документа: письмо Шпайделю от Германа Геринга с поручением организовать операцию и ответное письмо Шпайделя с отчётом о выполнении. Подлинность обоих документов, на которых были поставлены печати и личные подписи отправителей тем не менее не была доказана экспертизой. Как указано в письмах, операция называлась «Тевтонский меч». Имя террориста «Владо-шофёра» также упоминалось в них. Так, в якобы письме Шпайделя, датированном 3 октября 1934 года, содержались такие слова:
В соответствии с вашими указаниями подготовка операции «Тевтонский меч» уже завершена. Я подробно обсудил с господином Ванчо Михайловым все имеющиеся возможности. Мы решили провести операцию в Марселе: там встретятся оба интересующие нас лица. «Владо-шофёр подготовлен».